# NGC 1549
NGC 1549 (другие обозначения — ESO 157-16, AM 0414-554, PGC 14757) — эллиптическая галактика (E0) в созвездии Золотой Рыбы. Открыта Джеймсом Данлопом в 1826 году. Описание Дрейера: «яркий, небольшой объект круглой формы». Галактика удаляется от Млечного Пути со скоростью 1255 км/с и находится на расстоянии 55—60 миллионов световых лет. Диаметр галактики составляет 85—90 тысяч световых лет.
В галактике известно 6 планетарных туманностей и около 100 шаровых звёздных скоплений.
Этот объект входит в число перечисленных в оригинальной редакции «Нового общего каталога».
Вероятно, эта галактика гравитационно связана с NGC 1553, расстояние между ними составляет не менее 175 тысяч световых лет. Галактика NGC 1549 входит в состав группы галактик Dorado.